# 심영 (동오)
심영(沈瑩, ? ~ 280년)은 중국 삼국시대 오나라의 장수이다.

## 생애
280년 진나라에서 오나라 정벌군을 보내 공격해 오자, 당시 단양(丹陽, 남경) 태수였던 심영은 장제(張悌)를 따라 왕혼(王渾)의 군사와 싸우게 되었다.
오군이 우저(牛渚)에 이르렀을 때 장제가 장강을 건너가려 하자, 심영은 패하였을 때 진군을 막을 군사가 없어질 것을 우려하여 왕준(王濬)이 이끄는 진나라 수군이 오기를 기다렸다가 싸울 것을 건의하였다.
그러나 장제는 왕준의 군사가 오면 병사들이 당황하여 제대로 싸우지 못할 것이라 생각하고 강을 건너 왕혼과 싸우는 방법을 택하였다.
오군이 왕혼의 부장 주준(周浚)의 군대와 만나자, 심영은 군사 5천을 이끌고 진군과 세 차례 싸웠으나 별다른 성과를 거두지 못했다. 이때 장제에게 항복했던 장교(張喬)가 다시 배반하여 후방을 공격하여 오군 진영을 혼란에 빠뜨렸고, 심영은 진군과 싸우다 진의 장수 주지에게 죽었다.
《삼국지연의》에서의 심영도 대체로 유사하다.